# 378 هـ
378 هـ هي سنة في التقويم الهجري امتدت مقابلةً في التقويم الميلادي بين سنتي 988 و989.

## مواليد
- حاتم بن محمد

## وفيات
- أبو نصر السراج
- عبد الله بن محمد الباجي
- عبيد الله بن الجلاب

- أبو القاسم الشاهد